# Frederick W. Seward

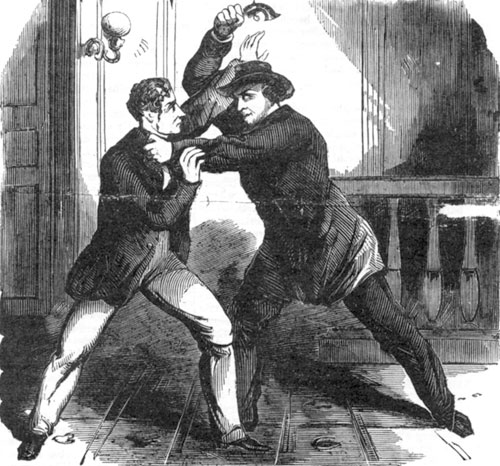
Lewis Powell atacando Seward depois de já tentar atirar nele.

Frederick William Seward (8 de Julho de 1830 - 25 de Abril de 1915) foi um político americano e membro do Partido Republicano que serviu duas vezes como Vice-Secretário do Estado. Filho do Secretário de Estado dos Estados Unidos William H. Seward, serviu como Vice-Secretário de 1861 até 1869 sob ambos presidentes Abraham Lincoln e Andrew Johnson e então de 1877 até 1879 na gestão de Rutherford B. Hayes.

## Primeiros anos
Seward nasceu em Auburn, Nova York no dia 8 de Julho de 1830. Era filho de Frances Adeline (nascida Miller) Seward e William H. Seward, que logo depois do nascimento dele tornou-se Senador do Estado de Nova York (e mais tarde o 12º Governador de Nova York, Senador dos Estados Unidos e o 24º Secretário de Estado dos Estados Unidos. Frederick era o irmão mais novo de Augustus Henry Seward e o irmão mais velho do General William H. Seward Jr. e Fanny Seward.
Seu avô materno era o Juiz Elijah Miller e seu avô paterno era o Juiz Samuel S. Seward, que também era um físico e membro da Assembleia do Estado de Nova York.
De 1839 até 1840, enquanto seu pai era Governador do Estado de Nova York, Frederick frequentou a Escola Pearl Street em Albany, Nova York. Graduou-se na Union College em 1849, e estudou direito com Henry E. Davies e William Kent. Em 1851, foi aceito à Ordem em Rochester, Nova York. Em 1878, a Union concedeu-lhe um diploma honorário de LL.D.

## Carreira
Depois de graduar-se na universidade, Seward serviu como secretário ao seu pai de 1849 até 1857 e serviu como editor associado do Albany Evening Journal de 1851 até 1861.

### Conspiração de Baltimora
No dia 21 de Fevereiro de 1861, Seward chegou no Hotel Continental na Filadélfia levando uma carta de seu pai para o Presidente eleito Lincoln. A carta continha informação recolhida pelo Coronel Charles Pomeroy Stone e o General Winfield Scott.
Stone tinha designado três detetives do departamento de polícia de Nova York em Baltimore, Maryland para obter informações sobre conspirações contra Lincoln. Vindo de trem de Illinois a Washington para sua posse, Lincoln pretendia parar perto de Baltimore, que era o lar de vários simpatizantes separatistas. De acordo com as informações recolhidas pelos detetives de Stone, os separatistas estavam planejando assassinar Lincoln durante a sua parada em Baltimore. O aviso que Fred Seward trouxe contribuiria para a decisão de Lincoln de passar por Baltimore sob a calada da noite, em vez de parar e aparecer em público por lá. Embora Allan Pinkerton também tenha alertado Lincoln sobre o perigo que o esperava em Baltimore, foram as informações de Seward que confirmaram os medos de todos.

### Guerra Civil
Quando seu pai foi nomeado Secretário de Estado em 1861, Seward tornou-se Vice-Secretário de Estado responsável pelo serviço consular sob a presidência de Lincoln e Andrew Johnson. Serviu no cargo até 1869 e "auxiliou nas negociações à adoção do Tratado Burlingame", que estabeleceu a atitude em relação à China quando o império "aceitou os princípios do direito internacional".

### Atentado contra a vida de seu pai

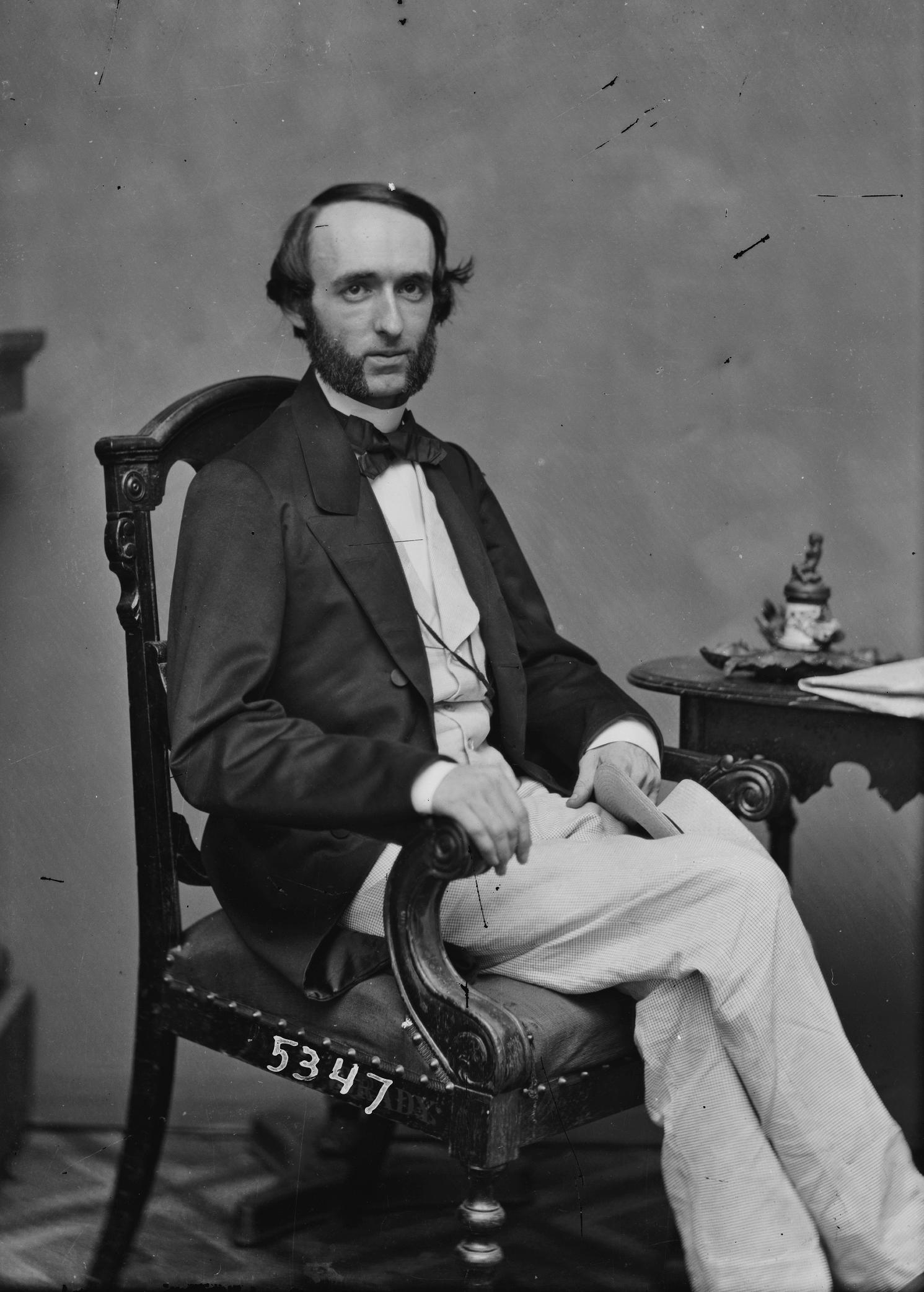
Frederick W. Seward durante a Guerra Civil.

No dia 14 de Abril de 1865, ficou ferido em uma tentativa de assassinato contra seu pai na mesma noite em que Lincoln foi assassinado. Lewis Powell, também conhecido como "Lewis Paine", um ex-Confederado comparsa de John Wilkes Booth que tentou matar William Seward enquanto o Secretário de Estado estava convalescendo em casa devido a um acidente de carroça.
Essa foi a parte de Powell na conspiração para colocar o governo em caos; O Vice-Presidente Andrew Johnson e o Presidente Lincoln também eram para ser mortos naquela mesma noite. Depois de Frederick impedir Powell de ter acesso ao quarto de William Seward, Powell tentou atirar na cabeça de Frederick. No entanto, quando a arma não disparou, Powell rapidamente quebrou a pistola sobre a cabeça de Frederick, causando vários ferimentos no crânio. Frederick então desabou e caiu no chão no topo da escada.
Powell então invadiu o quarto de William Seward e atacou-o várias vezes no rosto e pescoço. Powell também feriu algumas outras pessoas presentes, incluindo a irmã de Frederick, Fanny, seu irmão Augustus, o enfermeiro particular de seu pai George F. Robinson e mensageiro Emerick Hansell, mas ninguém foi morto. A mãe de Seward tinha certeza que ele ia morrer; em vez disso, ela morreu no dia 21 de Junho de 1865 de um ataque cardíaco. Sua irmã, Fanny, morreu pouco tempo depois, em Outubro de 1866.
Powell foi enforcado no dia 7 de Julho de 1865, junto com David Herold, George Atzerodt e Mary Surratt, que também estavam envolvidos na conspiração.

### Futuro
O pai de Frederick morreu no dia 10 de Outubro de 1872. Seward era membro da Assembleia do Estado de Nova York em 1875. Na eleição de 1875 do estado de Nova York, concorreu como candidato Republicano a Secretário de Estado de Nova York, mas foi derrotado pelo Democrata John Bigelow. Serviu novamente como Vice-Secretário de Estado sob a presidência de William M. Evarts de 1877 até sua renúncia em Novembro de 1879 por motivo de doença. Seward foi substituído por John Hay, o diplomata que era um dos ex-secretários particulares do presidente Lincoln.
Seward também editou e publicou a autobiografia de seu pai e cartas em um livro intitulado Life and Letters of William H. Seward. Pela maior parte, sua vida depois de 1881 foi dedicada à advocacia, dar palestras e escrever.

## Vida pessoal
No dia 9 de Novembro de 1854, casou-se com Anna Margaret Wharton (1836–1919) de Albany, Nova York e passou a última parte de sua vida em uma casa que construiu em Montrose-on-the-Hudson, perto de Peekskill, em Nova York. A propriedade tinha quase um quilômetro de frente para o Rio Hudson.
Sewad morreu em sua casa em Montrose no dia 25 de Abril de 1915 aos 84 anos. Foi sepultado com sua família no Cemitério Fort Hill em Auburn, Nova York. Seward deixou uma propriedade avaliada em 100.000 dólares. Em 1916, um ano após sua morte, o livro dele Reminiscences of a War-Time Statesman and Diplomat, 1830-1915, um livro de quinhentas páginas sobre a Guerra Civil e política, foi publicada pela G.P. Putnam's Sons. Ainda em 1916, sua viúva vendeu a propriedade deles de 50 acres em Montrose.

## Leia mais
- Saving Mr. Lincoln: CIA Site by CIA 2007
- EHistory at OSU | Online Books | Battles and Leaders of the Civil War Volume 1 Page 022 at ehistory.osu.edu Battles and Leaders of the Civil War, Volume 1, Ohio State University Online
- Seward, William Henry at www.library.rochester.edu The University of Rochester Library: Rare Books and Special Collections